# Offignies
Offignies (picardisch: Offignie) ist eine nordfranzösische Gemeinde mit 86 Einwohnern (Stand 1. Januar 2022) im Département Somme in der Region Hauts-de-France. Die Gemeinde liegt im Arrondissement Amiens, ist Teil der Communauté de communes Somme Sud-Ouest und gehört zum Kanton Poix-de-Picardie.

## Geographie
Die Gemeinde liegt rund 11,5 Kilometer westnordwestlich von Poix-de-Picardie. Das Gemeindegebiet erstreckt sich im Norden geringfügig über die Autoroute A29 hinaus. Es wird im Norden von der unmittelbar angrenzenden Commune associée Orival, einem Teil der ausgedehnten Gemeinde Hornoy-le-Bourg, begrenzt. Zu Offignies gehört der Weiler Le Grand Sèble.

## Einwohner
| 1962 | 1968 | 1975 | 1982 | 1990 | 1999 | 2006 | 2011 |
| ---- | ---- | ---- | ---- | ---- | ---- | ---- | ---- |
| 102  | 97   | 95   | 75   | 81   | 70   | 67   | 65   |

## Verwaltung
Bürgermeister (maire) ist seit 2008 Willy Saelens.